# Micrargus incomtus
Micrargus incomtus är en spindelart som först beskrevs av O. Pickard-Cambridge 1872.  Micrargus incomtus ingår i släktet Micrargus och familjen täckvävarspindlar.
Artens utbredningsområde är Tyskland. Inga underarter finns listade i Catalogue of Life.